# Ostrea edulis

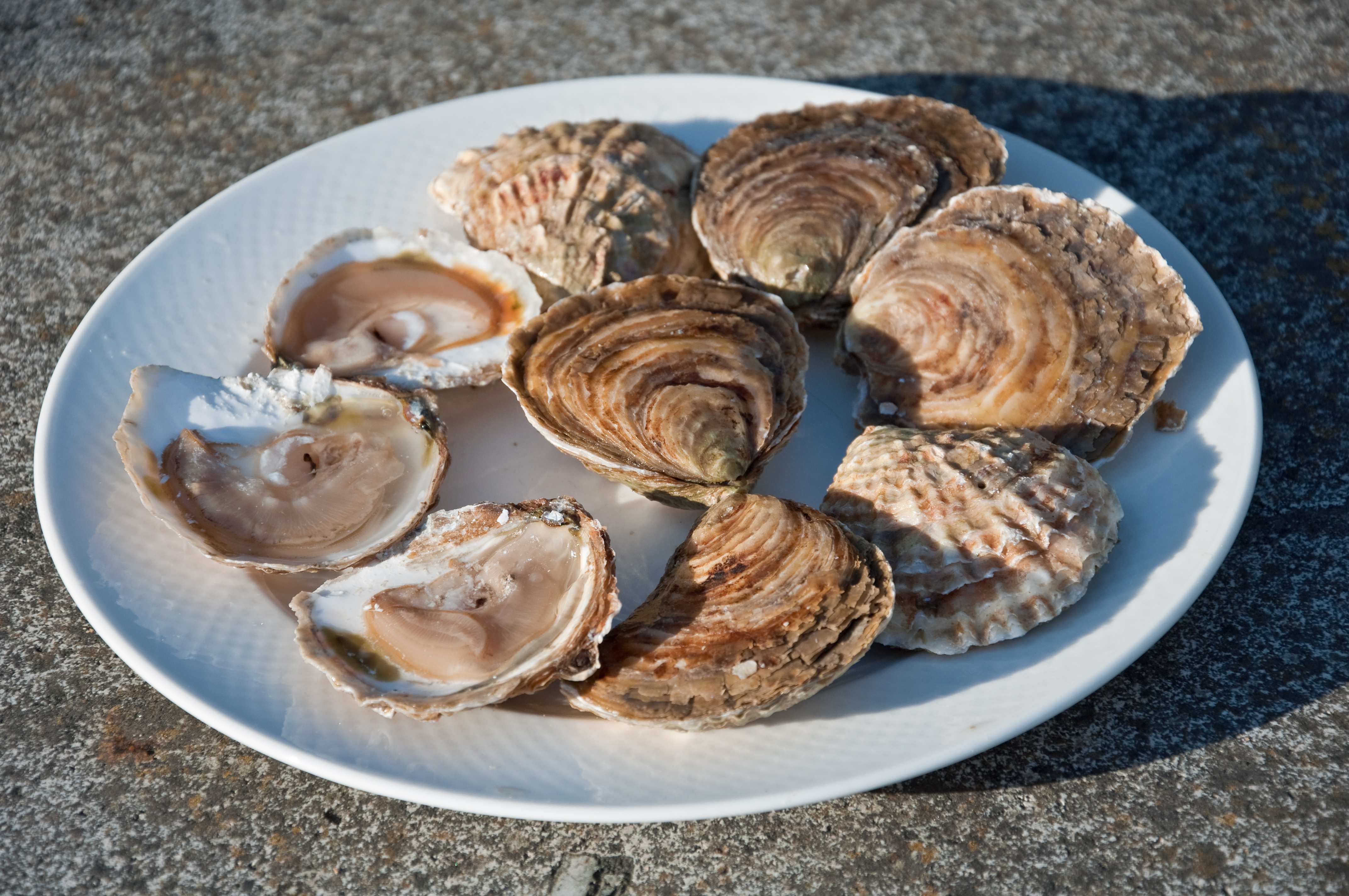
'Belons' de Cancale, Bretaña

La ostra común (Ostrea edulis) es una especie de ostra nativa de Europa y conocida también como ostra plana europea. El epíteto del nombre científico, edulis significa "comestible". Los ejemplares maduros miden de 4 a 11 cm de diámetro. Su distribución natural es desde el centro de Noruega hasta Marruecos y la mayor parte de las islas británicas y la costa del Mediterráneo. También se cultiva en acuicultura a América del Norte. Las enfermedades han diezmado la producción de esta ostra y actualmente la sustituye en un 75% la ostra del Pacífico, Crassostrea gigas.
Valva derecha e izquierda del mismo animal:

Valva derecha
Valva izquierda

Fósil (Plioceno)

Valva derecha
Valva izquierda